# Астряб Олександр Матвійович
Олекса́ндр Матві́йович Астря́б (нар. 3 вересня 1879, Лубни — пом. 18 листопада 1962) — український радянський методист-математик, професор, заслужений діяч науки УРСР (1944), лауреат Премії імені К. Ушинського (1952).

## Життєпис
Народився в Лубнах Полтавської губернії в сім'ї М. Г. Астряба (1843 — 1925), педагога, історика, краєзнавця і громадського діяча. Навчався в Лубенській чоловічій гімназії.
У 1899 по закінченні гімназії (1899) вступив до Київського університету Святого Володимира на фізико-математичне відділення природничо-історичного факультету. Роки його навчання (1899-1904) припали на період студентських  виступів за демократизацію вищої школи. У січні-лютому 1902 р. пройшли активні виступи університетської молоді проти введення у вищих навчальних закладах "тимчасових правил", які обмежували права студентів. За участь у них юнака було заарештовано й на рік виключено з університету. В 1904 р. він завершив навчання з дипломом першого ступеня.
З 1904 викладав математику і методику математики в гімназіях і вищих навчальних закладах. Активно включився в будівництво вищої школи і підготовку наукових і учительських кадрів. Член київського «Першого товариства викладачів» (1905). З 1907 брав участь у роботі відомого Київського фізико-математичного товариства при університеті.
У 1930—1957 працював у Київському державному педагогічному інституті ім. О. М. Горького.
У 1932—1957 очолював сектор методики математики Науково-дослідного інституту педагогіки УРСР.

## Наукова діяльність
О. М. Астряб — видатний український педагог, вчений-реформатор, засновник школи методики викладання математики, автор підручників і методичних посібників з геометрії, алгебри, арифметики.
Опублікував понад 100 наукових праць. Нагороджений орденом Леніна, заслужений діяч науки УРСР (1944), лауреат Премії імені К. Ушинського (1952).

## Вибрані твори
- «Наглядная геометрия», 12 видань (з 1909)[6][7];
- «Задачник по наочній геометрії» (1923)[8];
- «Курс опытной геометрии» (1923)[9];
- «Арифметичний задачник: для села, 1-й рік навчання» (1924)[10] був розкритикований[11];
- «Геометрія для трудшкіл» (1927)[12];
- «Як викладати геометрію в середній школі» (1934)[13];
- «Як викладати математику в політехнічній школі за комплексною системою» (1934)[14];
- «Методика стереометрії» (1939)[15];
- «Первые уроки по алгебре (1940)[16];
- «Арифметична задача» (1941)[17];
- «Викладання математики в Росії та на Україні в XVII—XVIII століттях» (1954)[18];
- «Методика викладання математики в Українській РСР» (1957)[19]